# Sedlo pod Čiernym kameňom

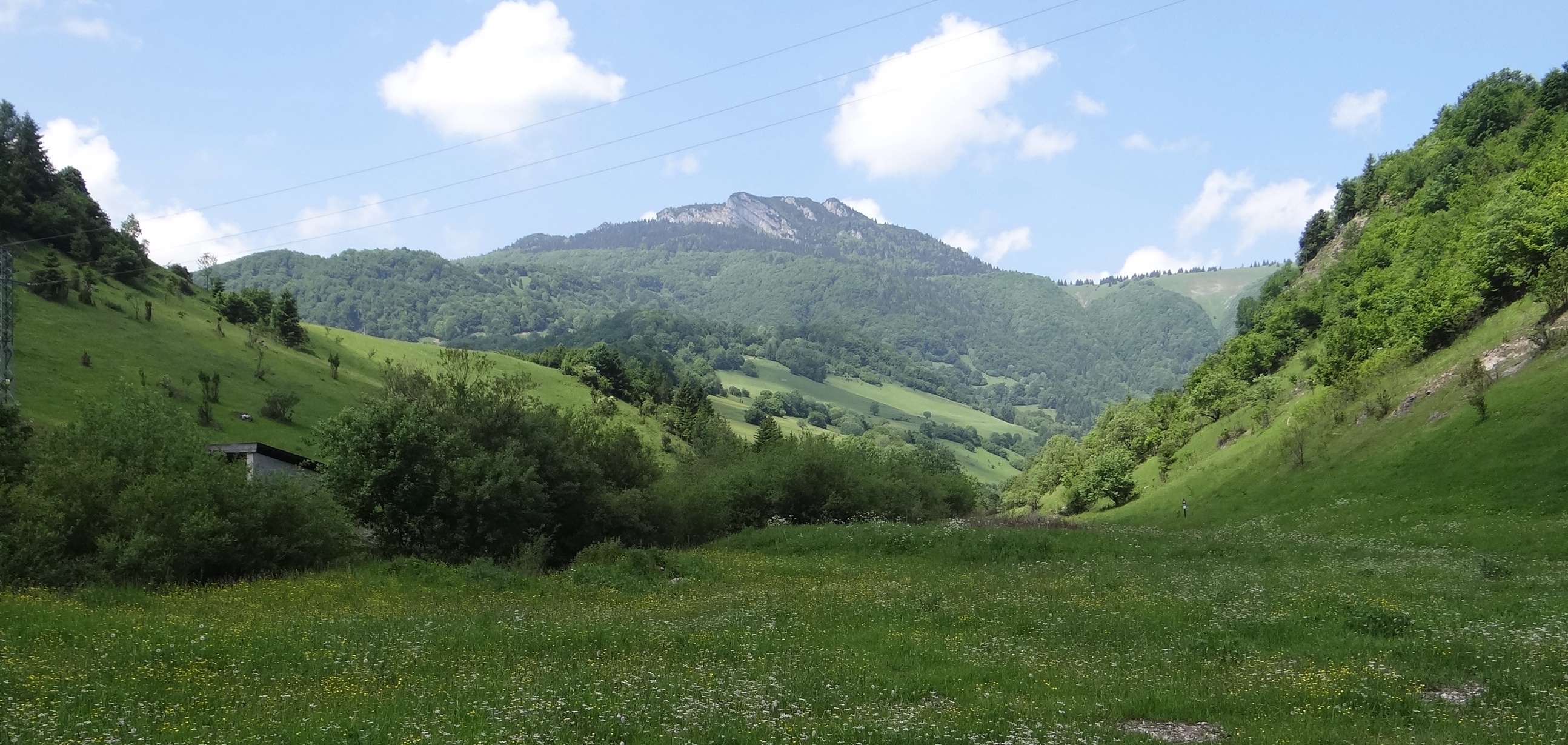
Čierny kameň i Sedlo pod Čiernym kameňom (po prawej stronie)

Sedlo pod Čiernym kameňom (1266 m) – szeroka, trawiasta przełęcz w Wielkiej Fatrze na Słowacji. Znajduje się pomiędzy Minčolem (1398 m) na północnym wschodzie i Čiernym kameňom (1479 m) na południowym zachodzie. Stoki południowe opadają do doliny Pilná, będącej odnogą Doliny Rewuckiej (Revúcka dolina), północno-zachodnie do Ľubochnianskiej doliny (Ľubochnianska dolina).
Rejon przełęczy i cały grzbiet od przełęczy po szczyt Minčola są trawiaste. Są to pasterskie hale. Dzięki temu rozciąga się stąd szeroka panorama widokowa. Przełęcz stanowi węzeł znakowanych szlaków turystycznych. Krzyżuje się na niej zielony szlak biegnący głównym grzbietem Wielkiej Fatry z czerwonym łączącym Dolinę Rewucką z Ľubochnianską doliną.

## Szlaki turystyczne
odcinek: Rużomberk – Krkavá skala – Pod Sidorovom – Sedlo pod Vtáčnikom – Vtáčnik – Vyšné Šiprúnske sedlo – Nižné Šiprúnske sedlo – Malá Smrekovica – Močidlo, hotel Smrekovica – Skalná Alpa – Tanečnica – Severné Rakytovské sedlo – Rakytov – Južne Rakytovské sedlo – Minčol – Sedlo pod Čiernym kameňom – Sedlo Ploskej – Chata pod Borišovom.
  Stredná Revuca –  Sedlo pod Čiernym kameňom. Czas przejścia: 1.50 h, ↓ 1.30 h
  leśniczówka Blatna w Dolinie Lubochniańskiej – Dolina Lubochniańska –   Sedlo pod Čiernym kameňom. Czas przejścia: 2.45 h, ↓ 2.35 h